# NGC 4221
NGC 4221 ist eine linsenförmige Galaxie vom Hubble-Typ SB0/a im Sternbild Drache am Nordsternhimmel. Sie ist schätzungsweise 65 Millionen Lichtjahre von der Milchstraße entfernt und hat einen Durchmesser von etwa 40.000 Lj. 
Gemeinsam mit NGC 4108, NGC 4210, NGC 4332, NGC 4256, NGC 4513 und PGC 38461 bildet sie die NGC 4256-Gruppe.
Das Objekt wurde am 3. April 1832 vom britischen Astronomen John Herschel entdeckt.